# Thiên Nhai Hải Giác

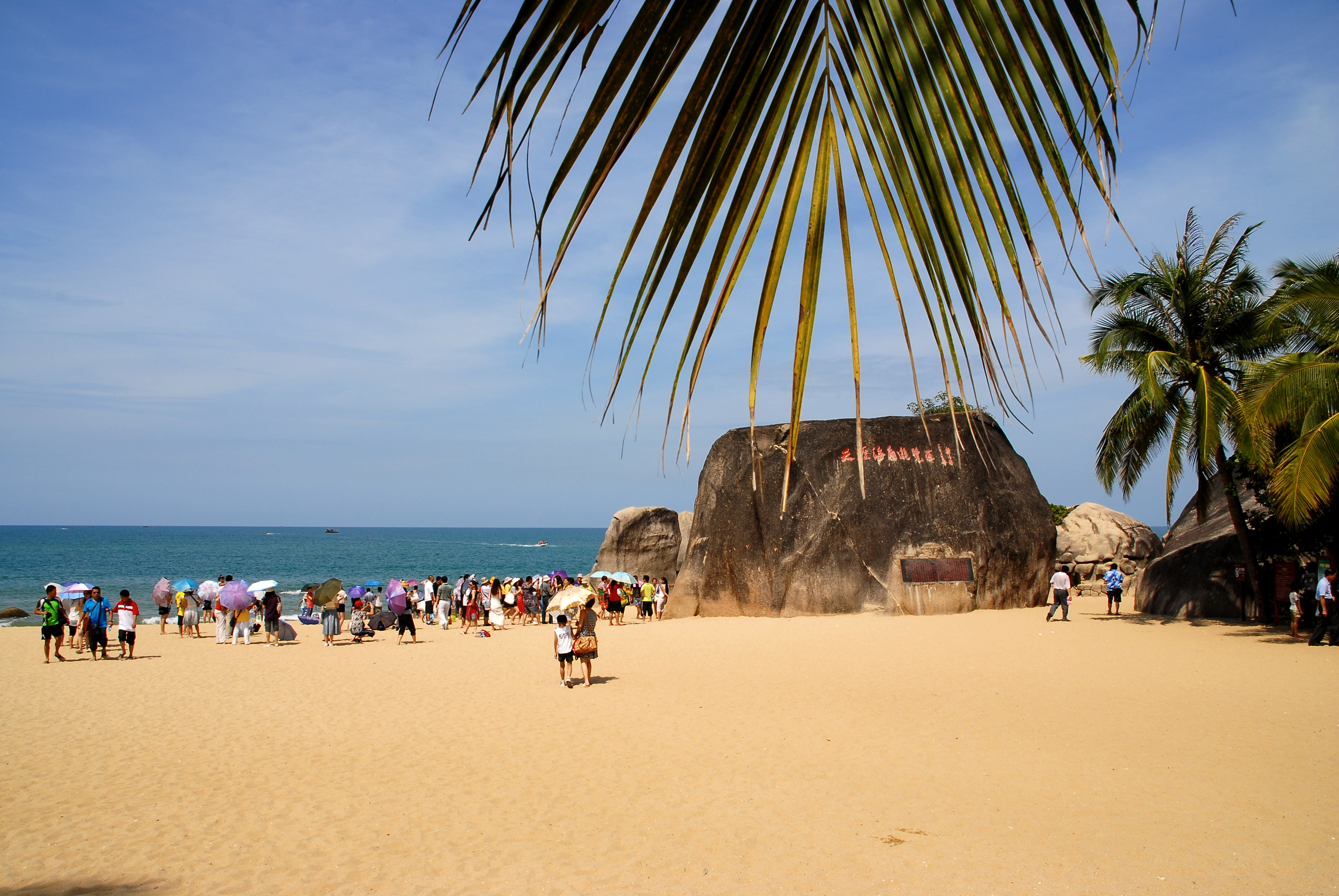
Bãi biển Thiên Nhai Hải Giác.

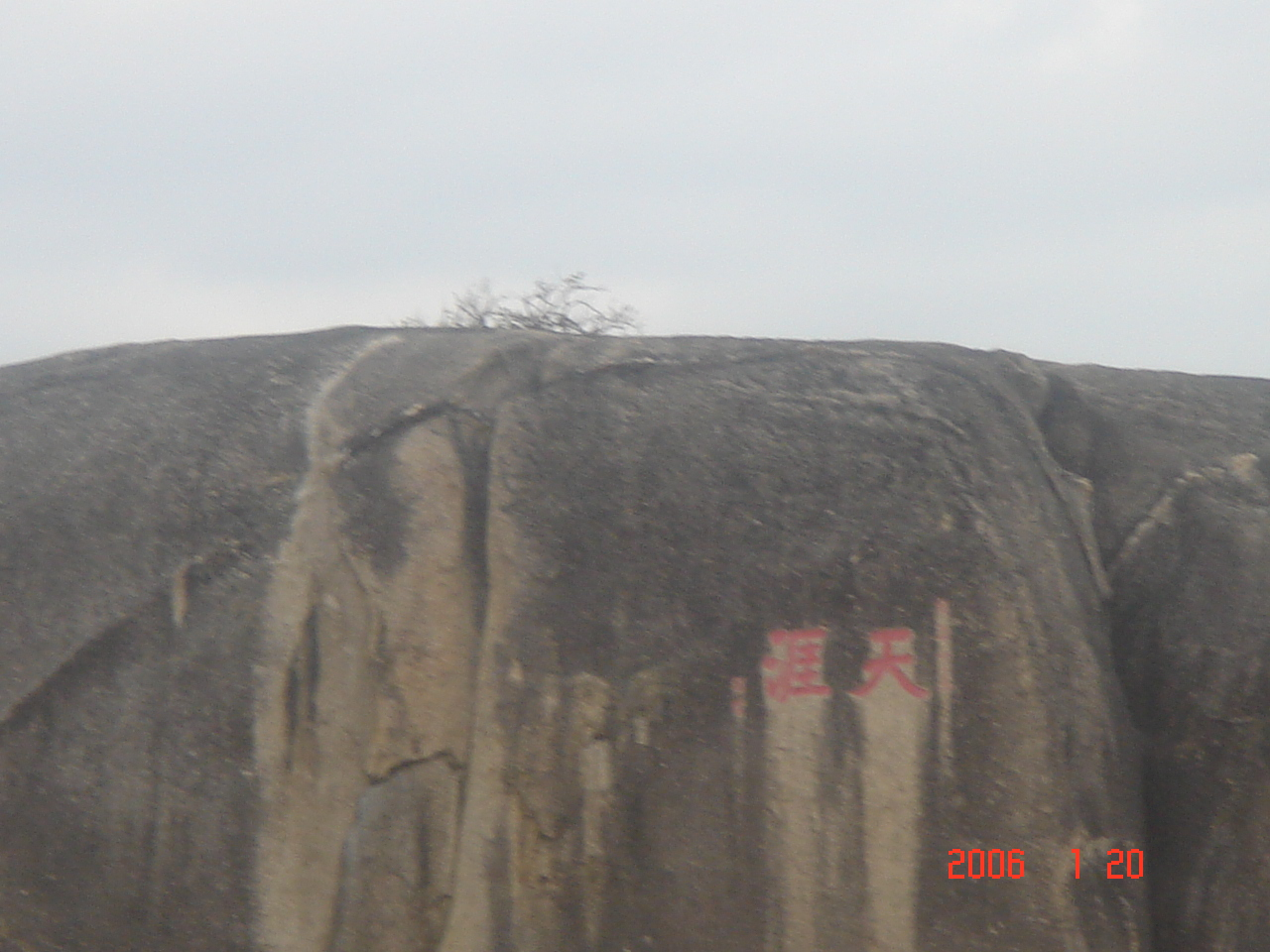
Thiên Nhai (天涯).

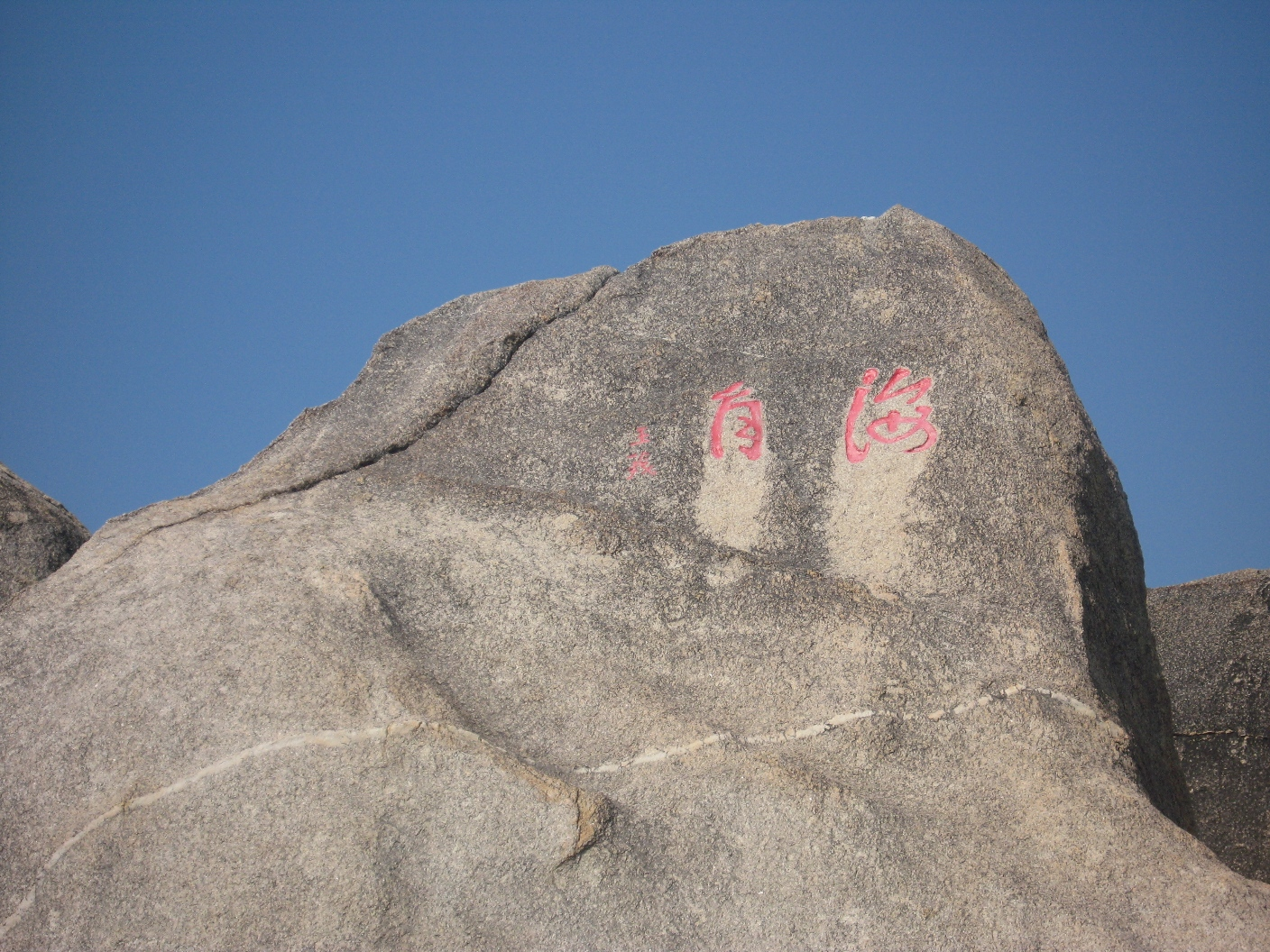
Hải Giác (海角).

Thiên Nhai Hải Giác (chữ Hán:天涯海角, bính âm:Tiānyá Hǎijiǎo), có nghĩa là "Chân trời, góc biển", là một khu du lịch nghỉ mát nổi tiếng ở phía nam của đảo Hải Nam tại thành phố Tam Á, tỉnh Hải Nam, Cộng hòa Nhân dân Trung Hoa. Nó nằm cách trung tâm Tam Á khoảng 24 km (15 dặm) về phía tây, gần cảng Du Lâm, trên bờ Biển Đông phía nam tây nam của đảo Hải Nam. Đây là một điểm danh lam thắng cảnh tọa lạc bên bờ biển, được tạo nên từ một quần thể các tảng đá có hình thù kỳ thú được người Hoa thời Nhà Thanh gia công tạo tác thành di tích. Khu vực này được coi là điểm cực nam của lãnh thổ Trung Quốc, mặc dù điểm cực nam thực sự là mũi Cẩm Mẫu (錦母岬). Đảo Hải Nam (Hải Nam) được coi là cực nam của lãnh thổ Trung Quốc (Trung Quốc) đến hết thời phong kiến..

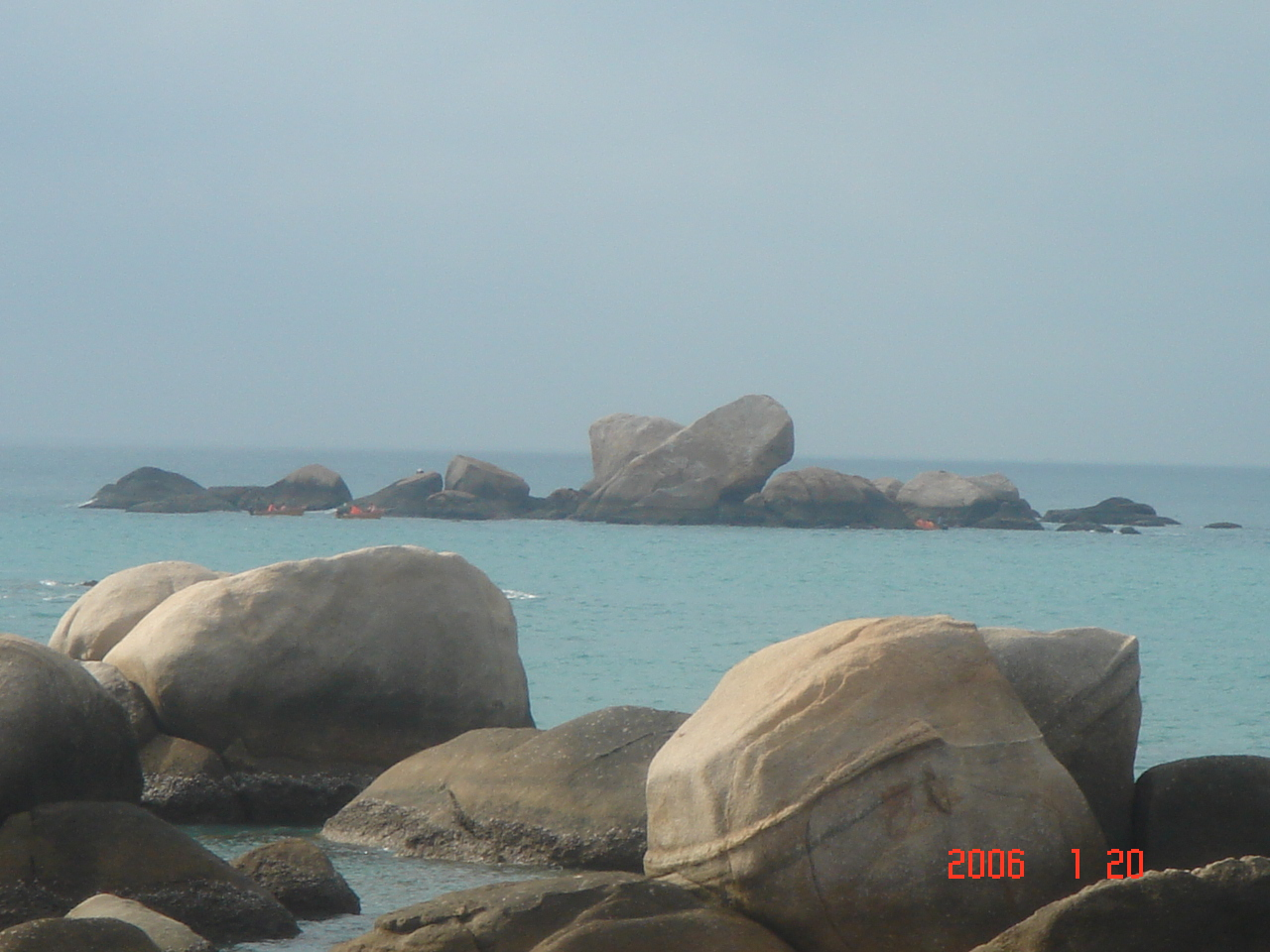
hai khối đá Nhật Nguyệt.

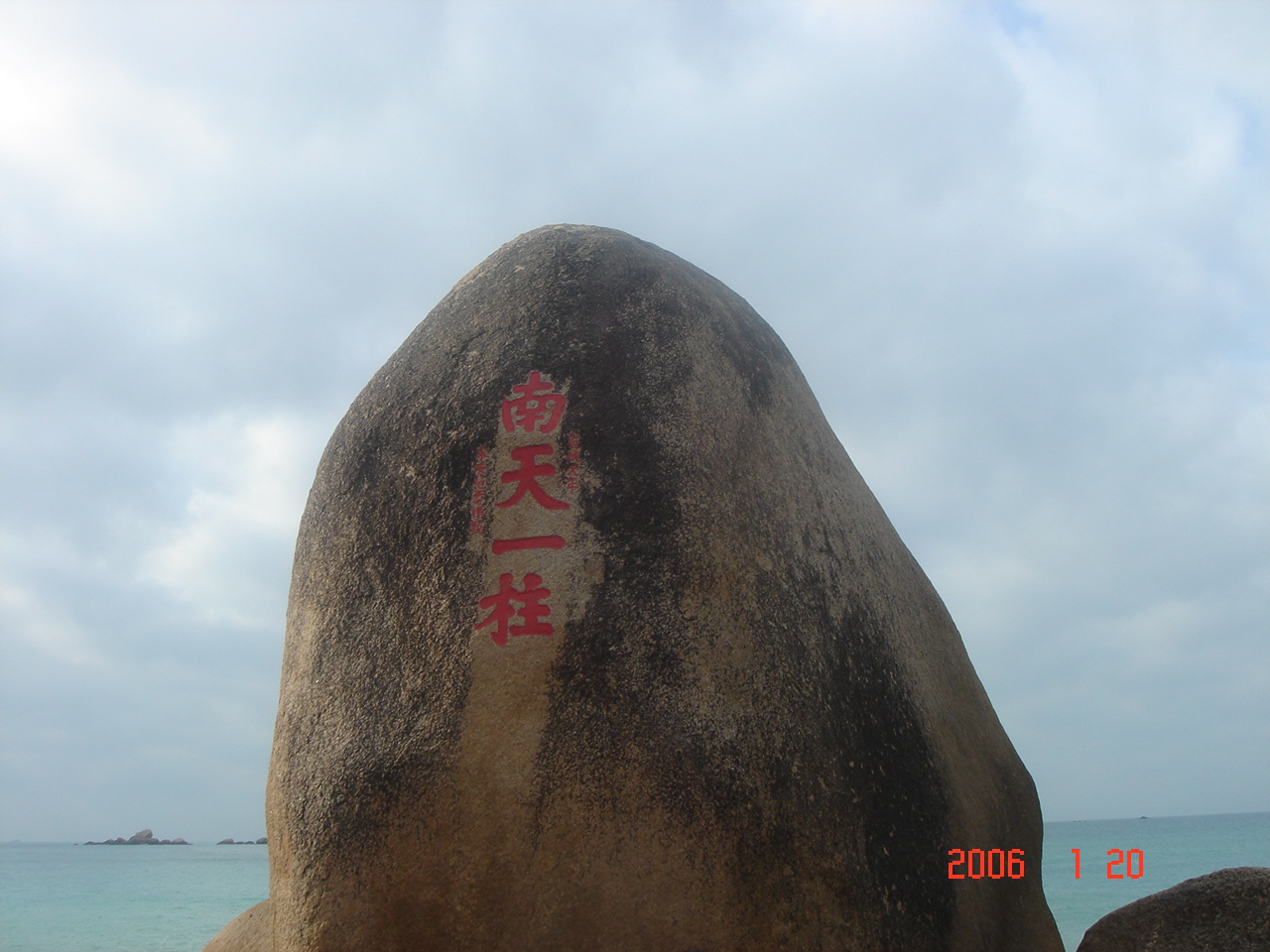
tảng đá Nam Thiên Nhất Trụ.

Cặp tảng đá Thiên Nhai và Hải Giác nằm đối diện nhau, tạo thành cái cổng tự nhiên mở ra hướng bờ biển (phía nam) giới thiệu một quần thể đá tảng khác (gồm hai khối) nằm dưới mép biển được đặt tên là đá Nhật Nguyệt (日月石, trời đất). Tảng đá lớn Thiên Nhai (nghĩa là chân trời), nằm ở phía chính đông, trên có di tích khắc chữ "天涯" của thái thú quận Châu Nhai thời Nhà Thanh là Trình Triết khắc vào năm Ung Chính thứ nhất (1735). Tảng đá lớn đối diện với đá Thiên Nhai, ở phía tây, là đá Hải Giác (nghĩa là góc bể), được một văn sĩ khuyết danh cuối thời Thanh khắc lên trên hai chữ "海角" (hải giác), để đối lại với thiên nhai. Phía đông cặp đá Thiên Nhai, Hải Giác là một tảng đá dạng trụ, được khắc chữ "南天一柱" gọi là đá "Nam Thiên Nhất Trụ", nằm gần cụm đá Nhật Nguyệt, trên có một bài thơ nổi tiếng của Phạm Vân Thê (范雲梯) khắc năm Tuyên Thống thứ nhất (1909).

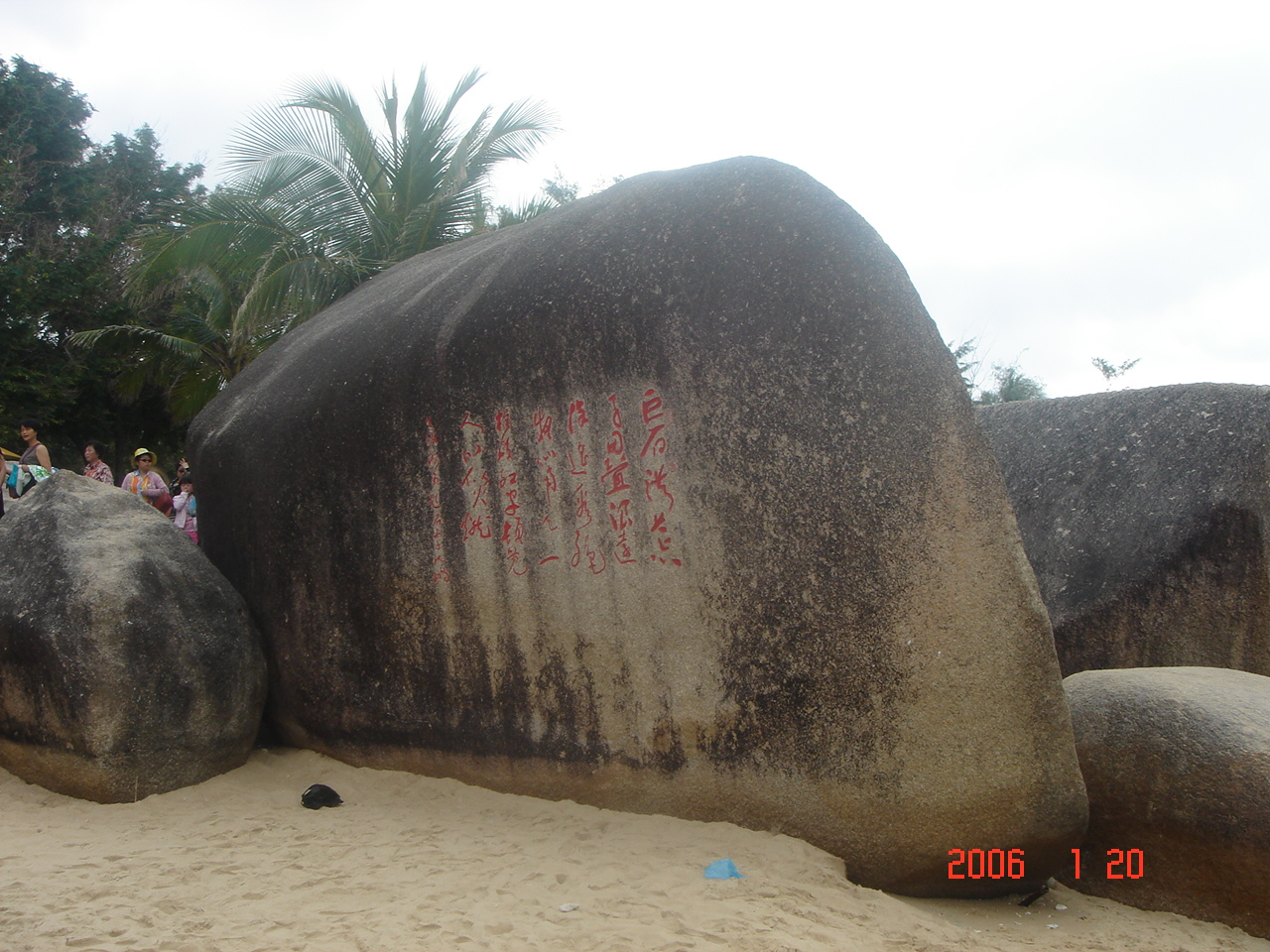
bài thơ của Phạm Vân Thê.